# Чудый, Денис
Денис Чудый (словац. Denis Chudý; 1 февраля 2000, Топольчани, Словакия) — словацкий футболист, играющий на позиции вратаря за «Тренчин».

## Карьера
Денис начал заниматься футболом в клубе «Хинорани». В 2013 году перешёл в юношескую команду «Тренчина».
16 февраля 2019 дебютировал в чемпионате Словакии в поединке против «Сеницы», который завершился уверенной победой его команды 3:0.